# Lady Frost
Brittany Rae Steding (Erie, Pensilvania; 14 de marzo de 1985) es una luchadora de lucha libre profesional estadounidense que actualmente actúa en el circuito independiente bajo el nombre de Lady Frost.

## Carrera profesional

### WWE (2018)
Steding debutó en la lucha libre profesional para WWE en el episodio del 26 de marzo de 2018 de Raw, bajo el nombre artístico de "Jamie Frost", donde perdió ante la nipona Asuka en un squash match.

### Circuito independiente (2018–presente)
Steding comenzó su carrera independiente como ayudante de cámara de su marido en la vida real Victor Benjamin. Más tarde, los dos lucharían como un tag team bajo el nombre de "Pretty Proper", con Steding adaptando el nombre de ring "Lady Frost". El 15 de septiembre de 2018, Frost tuvo su primer combate por el título cuando desafió a LuFisto por el Campeonato Rogue Women Warriors en un evento de Atomic Championship Wrestling, pero no tuvo éxito.
En marzo de 2019, Frost hizo su debut en la promoción japonesa Chikara, participando en el torneo anual Young Lions Cup. El 2 de noviembre, Frost hizo su debut para Shimmer Women Athletes durante la grabación del Volumen 114, donde derrotó a Jenna Lynn en un dark match. Más tarde perdió el mismo día ante Thunderkitty durante la grabación del Volumen 115.
En 2021, Frost ganó su primer título en la lucha libre, derrotando a Heather Monroe para convertirse en la campeona femenina de Hurricane Pro Wrestling.

### All Elite Wrestling (2020, 2023)
Frost hizo su debut en All Elite Wrestling (AEW) durante el episodio del 24 de noviembre de 2020 de AEW Dark, donde ella y Jennacide perdieron ante el equipo de Diamante e Ivelisse. Hizo otra aparición en el episodio de la semana siguiente de AEW Dark, donde perdió ante Red Velvet.
El 24 de mayo de 2023, Frost hizo su debut en el programa Dynamite de AEW, en una derrota ante Taya Valkyrie. El 29 de junio, Frost desafió sin éxito a Kris Statlander por el Campeonato de TBS en Collision.

### National Wrestling Alliance (2021)
El 7 de agosto de 2021, National Wrestling Alliance (NWA) confirmó que Frost aparecería en su pay-per-view femenino NWA EmPowerrr, como participante en el evento principal NWA Women's Invitational Cup Gauntlet match. En el evento, Frost fue eliminada por Debbie Malenko del combate. El 29 de agosto en el NWA 73rd Anniversary Show, Frost y The Hex (Allysin Kay y Marti Belle) derrotaron al equipo de Jennacide, Paola Mayfield y Taryn Terrell durante el pre-show del evento.

### Impact Wrestling (2021–2022)
Frost hizo su debut en Impact Wrestling durante el episodio del 8 de julio de 2021 de la serie de televisión titular de la promoción, respondiendo sin éxito al desafío abierto de la Campeona Knockouts de Impact, Deonna Purrazzo. El 28 de septiembre, Impact Wrestling anunció que Frost competiría en el Torneo Knockouts Knockdown 2021. Frost fue eliminada del torneo en la primera ronda tras perder contra Rachael Ellering. Durante el episodio del 9 de diciembre de Impact! después de que Frost derrotara a Kimber Lee, se reveló que se había convertido en una Knockout oficial y que sería la primera participante del combate inaugural Knockouts Ultimate X en Hard to Kill. El combate lo ganaría Tasha Steelz.
En el episodio del 20 de enero de 2022 de Before the Impact, Frost retó a Jordynne Grace por el Impact Digital Media Championship, pero no tuvo éxito. El 20 de abril, Frost reveló que había sufrido una lesión que requeriría cirugía. El 23 de junio, Frost anunció en su cuenta de Twitter que pidió su liberación de Impact Wrestling, sin embargo, su solicitud fue denegada. El 9 de noviembre, Frost recibió su liberación.

### Consejo Mundial de Lucha Libre (2022)
El 24 de octubre de 2022, Frost debutó en el Consejo Mundial de Lucha Libre (CMLL), haciendo equipo con Alex Gracia e Ivelisse para derrotar a Hikari Shimizu, Mei Suruga y Tae Honma. El 28 de octubre, Frost participó en el Gran Premio Internacional Femenino 2022 del CMLL, llegando a las dos finales antes de ser derrotada por Dalys la Caribeña. En diciembre, Frost y Dalys ganaron el torneo Copa Bicentenario femenino del CMLL.

## Vida personal
Está casada con el luchador profesional Victor Benjamin. Es nieta del también luchador Tony Marino.

## Campeonatos y logros
- Consejo Mundial de Lucha Libre
  - Copa Bicentenario (2022) - con Dalys la Caribeña[24]
- Hurricane Pro Wrestling
  - Hurricane Pro Women's Championship (1 vez)[1][2]
- Pro Wrestling Illustrated
  - Posicionada en el nº 52 del top 150 de luchadoras femeninas en el PWI Women's 150 en 2021[26]
- WrestlePro
  - WrestlePro Women's Championship (1 vez)[27]
  - WrestlePro Women's Championship Tournament (2022)